# Ким, Григорий Васильевич
Григорий Васильевич Ким (род. 18 апреля 1961, Астраханская область, РСФСР, СССР) — советский преступник, создатель организованной преступной группы, ответственной за совершение 14 разбойных нападений, три из которых были сопряжены с убийствами, на территории Московской области и города Свердловска в конце 1980-х — начале 1990-х годов. Григорий Ким приобрёл известность в СССР и России после того, как в 1990 году он и члены его банды на одной из улиц Москвы совершили массовый побег, который не имел аналогов в истории страны. После побега Григория Кима и членов его преступной группы в СССР правила конвоирования подозреваемых и обвиняемых в совершении преступлений были изменены. Ким приговорён судом к смертной казни в 1992 году, впоследствии заменённой на пожизненное лишение свободы.

## Биография

### Жизнь до преступлений
Григорий Ким родился 18 апреля 1961 года на территории Астраханской области. По национальности — кореец. Оба родителя Григория Кима вели законопослушный образ жизни, не имели проблем с законом и вредных привычек, отрицательно влияющих на быт и благосостояние семьи в целом, благодаря чему детство и юность Кима прошли в социально благополучной обстановке. В школьные годы Григорий занимался спортом. Он посещал занятия в секции пулевой стрельбы, где добился выдающихся результатов. Помимо этого он серьёзно увлёкся изучением боевых искусств и несколько лет посещал одну из подпольных секций карате, где также достиг выдающихся результатов. После того, как в 1978 году Спорткомитет СССР издал приказ о формировании федерации карате в СССР, Григорий Ким стал обладателем чёрного пояса в этом виде спорта. После окончания школы в 1979 году Ким был призван в Советскую армию. Военную службу Григорий проходил в строительных войсках на территории военной части № 43016, которая была расположена в городе Реутов Московской области. После окончания срочной службы Ким решил продолжить военную карьеру и остался в армии, где впоследствии дослужился до звания прапорщика. Будучи военнослужащим, Ким не привлекался к уголовной ответственности, не злоупотреблял алкогольными напитками и не был замечен в употреблении наркотических средств. Много свободного времени Григорий посвящал занятиям спортом. Он неоднократно становился чемпионом воинской части по стрельбе.

### Криминальная деятельность
В конце 1980-х Григорий Ким уволился из армии и переехал в Москву, где вскоре начал криминальную карьеру. После выхода закона «О кооперации» и расцвета кооперативного движения, крышевание и рэкет которого приносило большие доходы, Ким создал свою преступную группировку, костяк которой, помимо него, составили шестеро молодых людей, также ранее занимавшихся спортом. Киму удалось подчинить себе некоторых частных извозчиков, напёрсточников, автоугонщиков и других мелких преступников на территории одного из районов Москвы, после чего его авторитет в криминальном мире заметно вырос. В 1989 году бригада Григория Кима начала заниматься разбойными нападениями. В криминальном мире Григорий Ким за своё увлечение карате получил прозвище «Банзай», а его преступная группировка — «Банда Банзая». На протяжении 1989 и 1990 годов «банда Банзая» совершила 13 разбойных нападений, три из которых были сопряжены с убийствами, на территории Московской области и города Свердловска. Весной 1990 года после совершения очередного нападения сотрудники правоохранительных органов на основании показаний одной из свидетельниц последнего преступления арестовали Григория Кима и некоторых членов его преступной группировки на территории села Иваньково (Московская область), другие участники банды были арестованы на территории Старого Оскола (Белгородская область).

### Побег
После ареста Ким и его сообщники были помещены в Бутырскую тюрьму. Во время расследования проходили судебные слушания, на которых продлевался срок нахождения подозреваемых под стражей. Во время проведения судебных заседаний Григорий Ким и члены его банды этапировались в здание суда из следственного изолятора в автозаке. В этот период между Кимом и его конвоирами, которые являлись молодыми военнослужащими срочной службы, сложились дружеские отношения. Будучи неплохим психологом, Ким в течение нескольких недель сумел завоевать расположение и симпатию к себе конвоиров, вследствие чего по просьбе Кима конвоиры покупали ему и его сообщникам продукты, сигареты, а впоследствии и алкогольные напитки. 12 июля 1990 года Григорий Ким и члены его банды совершили побег. Во время очередного этапирования из зала суда в Бутырскую тюрьму Григорий Ким сумел уговорить конвоиров открыть перегородку, отделяющую арестантов от конвоиров, после чего они приняли участие в совместном распитии алкогольных напитков прямо в автозаке на одной из улиц Москвы. Во время распития, улучив момент, Григорий Ким совершил на конвоиров нападение, в ходе которого отобрал у них табельное оружие и ключи от наручников, после чего вместе с членами своей банды скрылся. Один из беглецов вскоре принял решение сдаться и вечером того же дня добровольно явился на Новослободскою улицу, где была расположена Бутырская тюрьма, после чего был арестован. Побег был совершён во время проведения 28 съезда КПСС, вследствие чего был информирован президент страны Михаил Горбачёв. Побег, совершённый Кимом, вызвал небывалый общественный резонанс. Приметы преступников были разосланы по всем подразделениям внутренних дел. Их поиском занимались сотрудники отдела розыска службы исполнения наказания и сотрудники Московской милиции, но это результата не дало. После совершения побега банды Григория Кима следственный отдел по Тверскому району Москвы провёл доследственную проверку по факту побега. Конвоиры в ходе расследования так и не смогли дать рационального объяснения своим действиям, вследствие чего причины симпатии к Киму и его сообщникам установить так и не удалось. В конечном итоге было возбуждено уголовное дело в отношении конвоиров по статье «халатность». После инцидента была произведена реформа в уголовно-исполнительной системе СССР и изменены правила и положения во время конвоирования подозреваемых и обвиняемых в совершении преступлений, в частности, солдаты срочной службы были заменены милиционерами.

### Арест, следствие и суд
В начале августа 1990 года на территории одного из районов Москвы был опознан местными жителями и вскоре задержан член банды Кима по имени Юрий Денисов. На допросе он назвал адрес, по которому скрывался ещё один член банды — Владимир Георгиев, и адрес жительства человека, который являлся знакомым Григория Кима и помогал ему и остальным членам банды с предоставлением жилья, продуктов и денежных средств. После ареста и допроса этого человека следствие установило, что трое из беглецов — Игорь Донец, Алексей Смердов и Константин Павлюченков скрываются в городе Фрунзе на территории Киргизии, а сам Григорий Ким скрывается в одном из сёл, расположенном в Джамбульской области на территории Казахстана. В конечном итоге в ходе оперативно-розыскных мер все беглецы были арестованы осенью 1990 года, Григорий Ким во время ареста сопротивления не оказал. В ходе судебного процесса Григорий Ким и члены его банды были признаны виновными в совершении 14 нападений, сопряжённых с разбоем, и в совершении трёх убийств. 28 сентября 1992 года Григорий Ким и пять членов его преступной группы были приговорены к смертной казни. 7-й член банды — Алексей Смердов — до вынесения приговора не дожил, он умер во время следствия при невыясненных обстоятельствах.

### В заключении
В мае 1994 года Григорий Ким указом Президента России был помилован, и смертная казнь была заменена ему уголовным наказанием в виде пожизненного лишения свободы, после чего он был этапирован в колонию, известную как «Вологодский пятак». В начале 2010-х Ким покинул «Вологодский пятак» и был этапирован для дальнейшего отбытия уголовного наказания в колонию, известную как «Чёрный дельфин». В 2015 году, отбыв в заключении 25 лет, 54-летний Григорий Ким подал ходатайство об условно-досрочном освобождении, но ему было отказано. В декабре того же года его в колонии посетили журналисты, которым он сообщил следующее:
Да, я был готов к этому (смертному приговору), потому что совершённое преступление предусматривало такую меру наказания. Позже были и волнение и страх. Когда узнал о помиловании, никаких эмоций не было. Жизнь продолжается? Конечно. Надежда выйти отсюда? Надежда есть всегда. Первое время, когда находился в камере смертников, тяжело было. Потом настал такой момент, уверовал в Господа и совсем по-другому стал на эти вещи смотреть. Лучше здесь (в колонии) постоянно быть с Господом, чем там (на свободе) один час без него.
Однако через несколько лет он изменил свою точку зрения, и в конце 2019 года составил очередное письменное ходатайство об условно-досрочном освобождении, после чего отправил его в начале 2020 года в Соль-Илецкий районный суд. В ходатайстве Григорий Ким заявил о наличии у него оснований для освобождения. Но в удовлетворении заявленного ходатайства было отказано, и тогда он обратился в высшую судебную инстанцию с целью оспорить решение Соль-Илецкого районного суда. Однако Соль-Илецкий областной суд в мае 2020 года постановил, что Григорий Ким в период отбывания уголовного наказания допускал неоднократные нарушения установленного порядка отбывания наказания. Сам осуждённый не смог предоставить данных, положительно характеризующих его личность на момент рассмотрения ходатайства, вследствие чего суд не нашёл оснований для освобождения Григория Кима от назначенного приговором наказания и оставил его в колонии. Сообщники Григория Кима также после осуждения были помилованы указом Президента России и отбывали своё уголовное наказание в виде пожизненного лишения свободы вместе с ним на территории колонии «Вологодский пятак». Достоверных сведений о дальнейшей судьбе Константина Павлюченкова и Игоря Донца нет. Юрий Денисов и Владимир Георгиев, по состоянию на 2023 год, были живы и продолжали отбывать своё уголовное наказание в «Вологодском пятаке».

## В массовой культуре
- Документальный фильм «По кличке Банзай» из цикла «Следствие вели» (2012)